# Małgorzata Gawrycka
Małgorzata Gawrycka (ur. 1969 w Gdańsku) – polska ekonomistka, profesor na Wydziale Zarządzania i Ekonomii Politechniki Gdańskiej, dziekan tego wydziału.
Odznaczona Medalem Komisji Edukacji Narodowej.